# La Grande Bellezza – Die große Schönheit
La Grande Bellezza – Die große Schönheit ist ein Spielfilm von Paolo Sorrentino aus dem Jahr 2013. Die italienisch-französische Co-Produktion wurde am 21. Mai 2013 im Rahmen des Wettbewerbs der 66. Internationalen Filmfestspiele von Cannes uraufgeführt und gewann unter anderem 2014 jeweils den Oscar und den Golden Globe in der Kategorie Bester fremdsprachiger Film sowie 2013 vier Auszeichnungen beim Europäischen Filmpreis. Am 27. Juli 2013 kam der Film in die deutschen Kinos.

## Handlung
Der Mittsechziger Jep Gambardella ist ein bekannter Kulturjournalist, der seit Jahrzehnten ständiger Gast bei den V.I.P.-Partys in Rom ist. Als junger Mann hatte er einen preisgekrönten Roman namens Apparat Mensch geschrieben, doch die hohen Erwartungen an ihn als Schriftsteller konnte er anschließend nie erfüllen. Er veröffentlichte keinen zweiten Roman. Stattdessen wurde er ein festes Mitglied der High Society in Rom, wobei er nicht nur eines ihrer Mitglieder, sondern der König der Gesellschaft werden wollte – das hat er seiner Ansicht nach geschafft, als Charmeur krönt er sämtliche angesagten Events der Stadt. So besteht sein Leben bereits seit fast 40 Jahren aus Partys, schönen Frauen und schillernden Menschen.
Dennoch verspürt Jep eine zunehmende Leere in seinem Dasein: Sein 65. Geburtstag macht ihm klar, dass er mittlerweile ein alter Mann ist und viel Zeit vergeudet hat.  Wenig später erfährt er, dass Elisa, die seine erste und vielleicht einzige Liebe war, gestorben ist. Der Ehemann, der Jep die Nachricht überbringt, fand nach Elisas Tod ihr Tagebuch, aus dem hervorging, dass sie immer nur Jep geliebt hat, obwohl sie ihn damals verlassen hatte. Der Ehemann war dem Tagebuch nach nie mehr als „guter Kamerad“ für sie und ist zunächst sehr bestürzt, schafft es aber später, mit seiner Haushälterin ein neues Glück zu finden. Diese Erlebnisse veranlassen Jep dazu, zusehends sein Interesse an amourösen Abenteuern zu verlieren und sein Leben in eine andere, sinnvollere Richtung lenken zu wollen.
Im Leben des alleinstehenden Jep nehmen seine Freunde eine wichtige Stellung ein: der alternde Romano, ein Dramatiker, der sich in eine junge Frau verliebt hat, die ihn aber nur ausnutzt; der wohlhabende Spielzeughändler Lello und seine Frau Trumeau; Viola, eine kühl wirkende Millionenerbin und Mutter eines erwachsenen Sohnes, der schwer psychisch erkrankt ist; Stefania, eine produktive und selbsterklärt gesellschaftskritische Schriftstellerin, deren Werke aber nach Jeps Ansicht oberflächlich und unaufrichtig sind; und Dadina, die kleinwüchsige Chefredakteurin der Zeitschrift, für die Jep schreibt. Jep macht die Bekanntschaft der Stripperin Ramona, der Tochter eines alten Freundes von ihm, und zwischen den beiden wächst eine vertrauliche, nicht auf Sex ausgelegte Freundschaft. Gemeinsam erkunden sie das Nachtleben Roms und Jep erklärt ihr die ungesagten Regeln der hohen Gesellschaft: etwa, wie man sich auf einer Beerdigung – in diesem Falle der von Violas Sohn, der sich das Leben genommen hat – verhalten soll, um geachtet zu werden und gleichzeitig Aufmerksamkeit zu bekommen.
Doch nur wenig später stirbt Ramona an den Folgen einer ungenannt bleibenden Krankheit. Bald darauf muss Jep auch seinen besten Freund Romano ziehen lassen, da dieser nach 40 Jahren in Rom von der Stadt enttäuscht ist und zu seinen Verwandten aufs Land zieht. Romano sagt, dass er von allen seinen Bekanntschaften in Rom nur Jep für gut genug halte, um sich von ihm zu verabschieden. Der alte Freundeskreis ist ohnehin von Auflösung begriffen, seit Jep vor den anderen Freunden Stefania demontiert hatte, indem er sie auf ihren Selbstbetrug aufmerksam gemacht hat. Viola will nach dem Tod ihres Sohnes ihren Besitz der Kirche vermachen und als Missionarin nach Afrika gehen.
Auch Jep sucht nach spirituellen Antworten auf seine Fragen. Von einem Kardinal erhält er allerdings eher Ratschläge für die Zubereitung von Mahlzeiten. Dadina beauftragt ihn, ein Interview mit einer 103-jährigen Schwester Maria zu führen, einer Nonne, die für ihre aufopferungsvolle Arbeit in der Dritten Welt bekannt ist. Schwester Maria erklärt aber, dass man über Leben in Armut kein Interview führen könne. Sie fragt Jep, dessen erstes Buch sie gemocht hatte, warum nie ein zweites gefolgt sei. Jep antwortet, er habe sich auf der Suche nach der „großen Schönheit“ in Rom befunden, habe sie aber nie gefunden. Schließlich will Jep einen zweiten Roman schreiben – vielleicht über das Nichts, obgleich schon Gustave Flaubert daran gescheitert ist. Der Nonne gelingt später ihr Ziel, die Treppe der Scala Santa auf Knien zu erklimmen.
Als Jep zu einer Reportage über die Costa Concordia nach Isola del Giglio fährt, kommt er an den Felsen vorbei, an denen er einst Elisa getroffen und sich in sie verliebt hatte. Hier bekommt er eine zündende Idee für seinen zweiten Roman und schöpft Hoffnung.

## Hintergrund
Mit La Grande Bellezza greift Sorrentino wie in früheren Filmen ein gesellschaftskritisches Thema auf. Er porträtiert die italienische High Society, die sich selbst hochlobt und nicht zu bemerken scheint, dass ihre goldenen Tage längst gezählt sind.
In kurzen Cameo-Auftritten spielen mehrere Prominente wie Fanny Ardant und Antonello Venditti sich selbst.

## Rezeption
La Grande Bellezza wurde international weitgehend freundlich aufgenommen und teilweise als Meisterwerk gesehen. Bei der US-Kritikerseite Rotten Tomatoes, wo 91 % der 134 Kritiken grundsätzlich positiv ausfallen, wurden im Kritikerkonsens vor allem die große Ambition des Filmes, dessen visuelle Schönheit und Spannung gelobt. In Deutschland gab es ebenfalls viele lobende Stimmen:

„Ein melancholisch-träumerischer, hypnotisch-verführerischer Film über Exzess, Dekadenz und das eitle Geschwätz der gehobenen Gesellschaft, der mit einer Fülle glänzender filmischer Miniaturen über Sinn und Sinnlosigkeit des Daseins philosophiert. Zugleich eine filmhistorisch raffinierte Hommage auf Fellinis "Das süße Leben", die hinter all der Pracht und Schönheit nach Momenten erfüllter Gegenwart fahndet.“

„Bei aller Freude am Visuellen, am Auswalzen der Symbolik, ist ‚La Grande Bellezza‘ ein wahrhaft tiefsinniger Film. […] Ein Film wie pure Magie, der jede Minute lohnt.“

Dennoch meldeten sich im deutschen Feuilleton auch kritischere Stimmen. Philipp Stadelmaier in der SZ: „Schamlos klaut Sorrentino aus dem Werk von Federico Fellini“, doch sein eigener Film sei nur eine „Parade austauschbarer Motive“. Es wirke, als ob die „Bilder extra für die Kamera oder für Jep posieren“ würden, und hinter den Bildern lauere das „große Nichts. Alles wird nur einmal gezeigt, verschwindet von der Bildfläche, spielt bald keine Rolle mehr.“ Wolfgang Höbel stimmte dem in Der Spiegel zu: Der ehrgeizige Filme wolle von den „Eitlen und Hohlen erzählen und wirkt dabei selbst entsetzlich hohl und eitel“, etwa wenn sein Filmheld über die Suche nach der Schönheit philosophiere. Der Film sei inhaltlich eigentlich „großer Mist“, habe aber den großen Vorzug, „immerhin ein wunderschön anzusehender Film“ zu sein. Somit gelte auch „fürs Scheitern mit maximalen cineastischen Ambitionen das ewige Stilgesetz“: „Italiener tun es besser“.
2016 belegte La Grande Bellezza bei einer internationalen Kritikerumfrage der BBC zu den 100 bedeutendsten Filmen des 21. Jahrhunderts den 64. Platz.

## Filmmusik
- I Lie von David Lang
- Far l'amore von Franco Bracardi, Bob Sinclar (as Christophe le Friant) und Daniele Pace
- More Than Scarlet von Decoder Ring / Matt Fitzgerald, Pete Kelly, Tom Schutzinger und Ben Ely
- Mueve la colita von F. Attanasio, Ricky Nanni, Lorenzo Confetta, S. Attanasio und G. Attanasio
- My Heart's in the Highlands von Arvo Pärt
- Que no se acabe el mambo von J. Peña Suazo
- The Lamb von John Tavener und William Blake
- Parade von Andreas Berthling, Tomas Hallonsten und Johan Berthling
- World to Come IV von David Lang
- Symphony No. 3, Op. 36 'Of Sorrowful Song': III. Lento – Cantabile Semplice von Henryk Mikołaj Górecki
- Take My Breath Away von Gui Boratto
- The Beatitudes von Vladimir Martynov
- Forever von Maurizio Fabrizio und Antonello Venditti
- Pancho von Julius Steffaro und Jack Trombey
- There Must Be an Angel (Playing with My Heart) von Annie Lennox und David A. Stewart
- Water from the Same Source von Christian Frederickson, Rachel Grimes und Jason Noble
- Symphony in C Major: II. Adagio von Georges Bizet
- Dies Irae von Zbigniew Preisner
- Everything Trying von Damien Jurado
- Discoteca von Christian Bouyjou, Chloé Fabre und Radha Valli
- We No Speak Americano von Renato Carosone, Nicola Salerno, Matthew Handley, Duncan MacLennan und Andrew Stanley
- Ti ruberò von Bruno Lauzi
- Beata Viscera von Magister Perotinus
- Trois Mouvements Perpétuels (1918) 1 – Assez modéré von Francis Poulenc

## Auszeichnungen
Bei den David di Donatellos erhielt La Grande Bellezza insgesamt 18 Nominierungen und wurde in neun Kategorien ausgezeichnet, darunter Beste Regie und Bester Hauptdarsteller (für Toni Servillo). In Italien erhielt der Film außerdem den Nastro d’Argento in den Kategorien Bester Nebendarsteller (Carlo Verdone), Beste Nebendarstellerin (Sabrina Ferilli) und Bester Ton (Emanuele Cecere).
International folgten zahlreiche Ehrungen: Bei der Oscarverleihung 2014 wurde Sorrentinos Film in der Kategorie Bester fremdsprachiger Film ausgezeichnet. Bei den Golden Globe Awards 2014 gewann er ebenfalls in der Kategorie Bester fremdsprachiger Film. Bei dem Europäischen Filmpreis 2013 siegte er in den Kategorien Bester Film, Beste Regie, Bester Darsteller und Bester Schnitt. Bei den British Academy Film Awards 2014 wurde er als Bester nicht-englischsprachiger Film ausgezeichnet.